# کاخ سبز (امویان)
کاخ سبز (به عربی: قصر الخضراء) نام کاخ باشکوهی بود که معاویه پسر ابی‌سفیان، اولین خلیفه دودمان امویان آن را در دمشق بنا نهاد. کاخ را بخاطر مرمرهای سبز استفاده‌شده در نمای آن، «کاخ سبز» نامیدند. عشرت‌های شبانه در کاخ سبز دمشق، دارای شهرت است.

## روایت ابن بطوطه
ابن بطوطه در سفرنامه‌اش نوشته‌است که سوق الحمیدیه بر روی ویرانه‌های کاخ معاویه ساخته شد.